# Kredenz

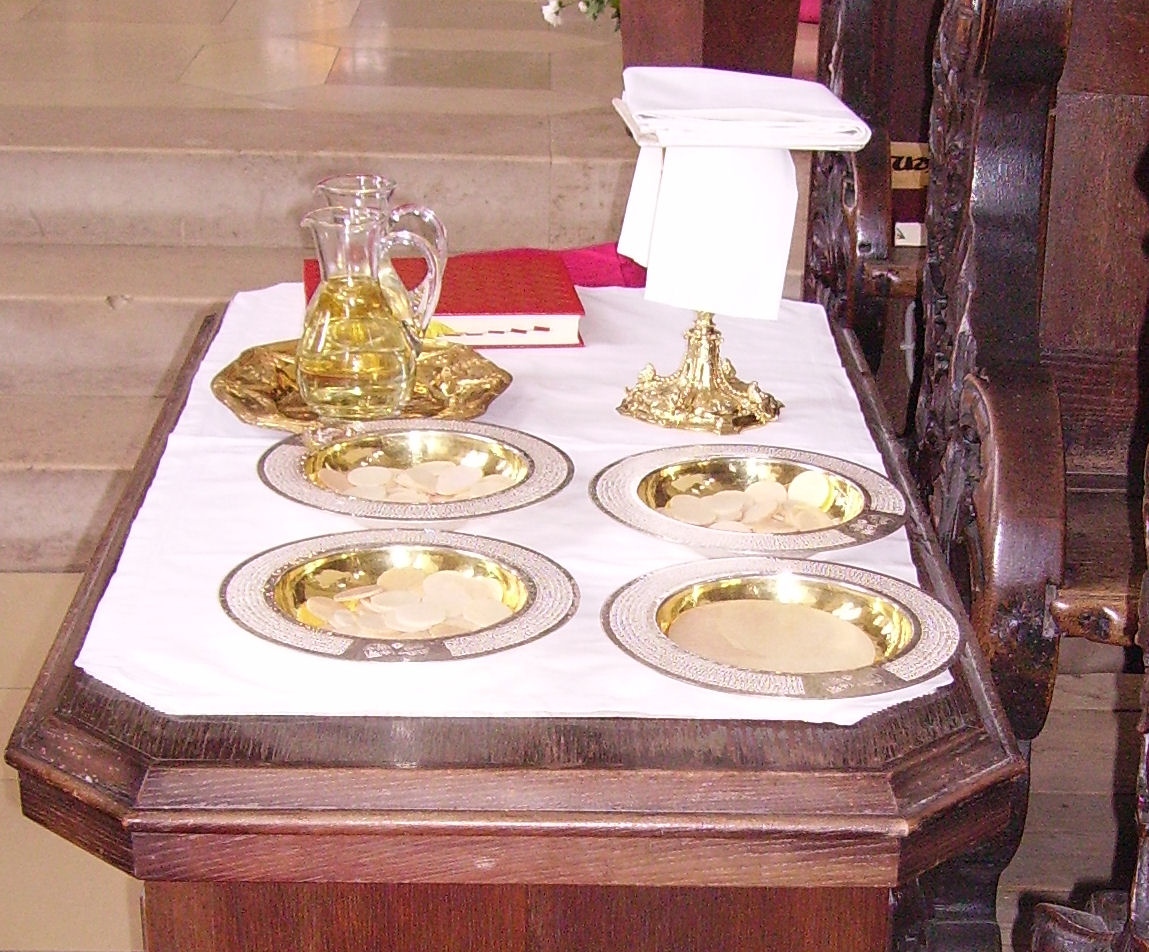
Eucharistische Gaben, Meßbuch und Kelch zu Beginn der Heiligen Messe auf der Kredenz

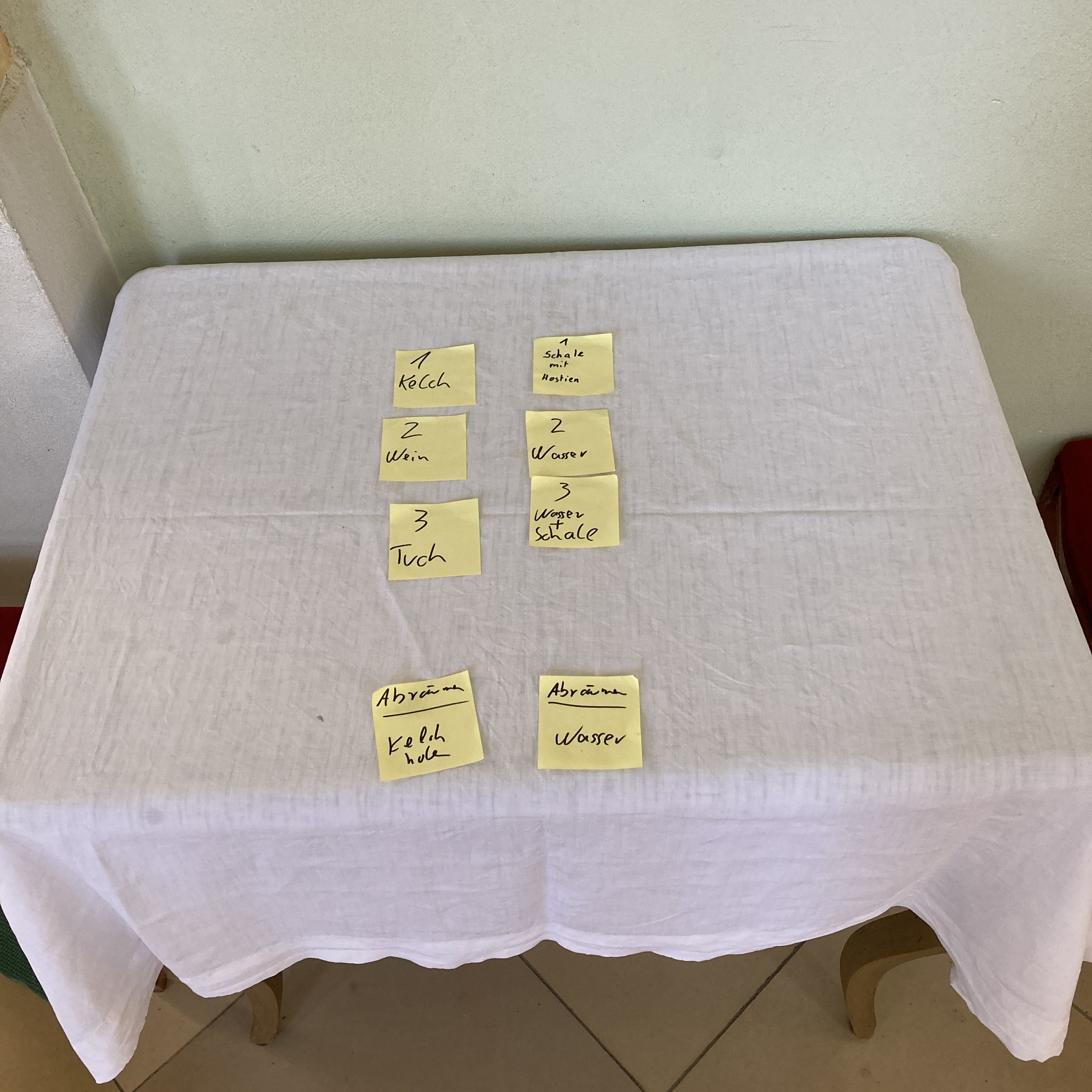
Die Kredenz kann auch ein einfacher Tisch sein. Hier wurden zusätzlich Spickzettel für neue Ministranten aufgeklebt

In der katholischen Liturgie ist die Kredenz (auch Gabentisch oder Kredenztisch) ein oft mit einem weißen Leinentuch bedeckter Tisch, der zur Bereithaltung der liturgischen Geräte dient, die in der Liturgie und insbesondere für die Eucharistiefeier verwendet werden. Meist sind dies der Kelch mit Patene, Korporale, Kelchtuch, Palla und Kelchvelum, die Messkännchen für Messwein und Wasser, das Lavabotablett mit dem Lavabotuch. Auch die Purifikation der liturgischen Gefäße kann an der Kredenz stattfinden.
Das Lektionar und andere liturgische Bücher werden vor und nach den Lesungen und Gebeten ebenfalls häufig auf dem Kredenztisch abgelegt. Die Kredenz wird vor dem Gottesdienst vorbereitet und während der Messfeier von den Ministranten betreut.
In der italienischen Renaissance war die Kredenz zunächst eine neben dem Esstisch stehende Anrichte. In Österreich (aber auch Tschechien, Slowenien, Kroatien) ist eine Kredenz ein Möbelstück mit Ablagefläche und Kästchen, das ebenfalls als Anrichte verwendet wird.
Manche Kredenzen haben aus Symmetriegründen oder zur Prachtentfaltung altarähnliche Aufbauten (Retabeln). Solche Scheinaltäre werden auch als Kredenzaltar bezeichnet.

## Etymologie
Das Wort leitet sich vom lateinisch credere „glauben, Vertrauen schenken“ beziehungsweise italienisch credenza „Glaube, Vertrauen“ ab. In Zeiten, in denen Könige noch Vorkoster benötigten, um Giftattentaten zuvorzukommen, wurden die Speisen vom Vorkoster beglaubigt und für unbedenklich befunden. Die kredenzten Gaben konnten demnach unbeschwert verzehrt werden. Im Mittellateinischen bedeutete credentia „Vertrauen, Sicherheit, Bürgschaft“. Im Deutschen wurde daraus als Rückbildung aus kredenzen „Speisen anbieten, darreichen“ Kredenz = „Anrichte“.
Elisabeth von Aragón brachte als Teil ihrer Aussteuer eine Kredenz mit, ein mit Haifischzähnen besetztes Gefäß, durch das man vergiftete Speisen angeblich erkennen konnte.